# Szachy błyskawiczne
Szachy błyskawiczne – termin określający krótką partię szachową, w której każdy z graczy ma do dyspozycji nie więcej niż 10 minut. W środowisku szachowym popularnym określeniem partii błyskawicznej jest blitz (to niemieckie słowo oznacza błyskawicę).

## Opis gry
W szachach błyskawicznych każdy z rozgrywających otrzymuje do dyspozycji łączny niewielki czas do namysłu rozłożony na całą partię, bez określenia liczby wykonanych posunięć w ustalonym czasie, jak ma to miejsce w normalnej partii turniejowej (przykładowo, pierwszych 30 posunięć należy wykonać w ciągu 1 godziny, a następne do końca partii w ciągu następnej 1 godziny) – zwykle jest to 5 minut, ale także spotyka się 3 minuty, a czasem nawet 1 minutę.
W blitzu nie prowadzi się dokumentacji przebiegu partii (czyli jej zapisu na specjalnych blankietach – w partii turniejowej jest obowiązek prowadzenia przez każdego z grających takiego zapisu pod groźbą przegrania partii). W blitzu przegrywa się partię w przypadku: mata, przekroczenia czasu (i zareklamowania tego przez przeciwnika), wykonania nieprawidłowego (i zareklamowanego przez przeciwnika) posunięcia (na przykład zagrania skoczkiem jak gońcem lub niezejścia z szachu). Pamiętać też należy, że nie każde przekroczenie czasu przez przeciwnika gwarantuje wygraną – konieczne jest posiadanie materiału do dania hipotetycznego mata, aby uznać takie przekroczenie za wygraną.
W szachach błyskawicznych zdarzają się sytuacje sporne – nieraz konfliktowe – dlatego aby je załagodzić, wymaga się od grających, a także od sędziów prowadzących zawody, sporej kultury osobistej. Turnieje, ze względu na swoją szybkość, są bardzo widowiskowe. Organizowane są w blitzu mistrzostwa miast, okręgu, kraju, kontynentu oraz mistrzostwa świata. Partie typu blitz są rozgrywane jako dogrywki w najważniejszych turniejach szachowych, i często z powodu dużej ilości remisów w szachach klasycznych to one wyłaniają zwycięzcę. W szachach błyskawicznych istnieje powiedzenie, że gracz ma dwóch przeciwników: oponenta i czas.
Dzięki zdobyczom technicznym szachy błyskawiczne zyskują szeroką popularność jako sport elektroniczny. Rozgrywki te charakteryzują się pewnymi różnicami (oferują na przykład opcję kolejkowania posunięć, w celu zaoszczędzenia czasu, zwanych premove’ami), brak możliwości wykonania ruchu niezgodnego z zasadami gry czy chwytania bierek przed wykonaniem ruchu. Tego typu rozgrywki zyskały uznanie czołowych arcymistrzów szachowych, z których wielu prowadzi kanały tematyczne (np. na portalach Twitch czy YouTube), gdzie udostępniają swoje partie i dyskutują z publicznością.

## Założenia
Wielu szachistów niemających większych szans w partiach dłuższych gra bardzo dobrze w blitza, rywalizując z przeciwnikami z o wiele lepszym rankingiem. W tym systemie bardzo ważna jest umiejętność zapamiętywania sytuacji i grania z pamięci – istotne jest tzw. granie od ręki, czyli przesuwanie figur bez analizy sytuacji w bezpieczne miejsce. Ruch wykonywany przez zawodnika może być w istocie beznadziejny (np. położona bierka może zostać związana z królem), ale ze względu na czas drugi zawodnik najczęściej koncentruje się na zagraniu, które zaplanował na czasie przeciwnika i istnieje bardzo małe ryzyko, że nieoczywisty błąd zostanie wykorzystany. W końcówkach, gdy zostaje po kilkanaście sekund, zawodnik mający przewagę najczęściej koncentruje się na jak najszybszym zamatowaniu, a gracz ze stratą stara się unikać mata (jednocześnie nie próbując odrobić strat, gdyż gra ofensywa pochłania relatywnie więcej czasu niż obrona przed matem). W blitzu stosowane są taktyki niemające racji bytu w normalnych szachach – polegają one na zaskoczeniu przeciwnika oryginalnym debiutem (który w istocie może mieć sporo wad, jednak bardzo trudnych do zauważenia przy tym tempie gry) lub stosowaniem wielu ofiar, które zmuszają przeciwnika do chwili namysłu. Bardzo częstym elementem gry są celowe podstawienia figur pod bicie (jeżeli przeciwnik nie zauważy, podstawiona figura może wyrządzić mu wiele szkód).
W blitzu poddania partii zdarzają się o wiele rzadziej niż w szachach z dłuższym czasem do namysłu. Wynika to z tego, że gracz mający stratę (nawet bardzo znaczną) może liczyć na nieprawidłowe posunięcie przeciwnika lub na przekroczenie przez niego czasu.

## Szachy superbłyskawiczne
Szachy superbłyskawiczne, inaczej szachy typu bullet (słowo to w języku angielskim oznacza nabój), to odmiana szachów błyskawicznych, w których każdy z graczy ma od 1 do 3 minut na całą partię. W szachach tych najistotniejszym elementem jest bardzo szybkie wykonywanie dozwolonych posunięć oraz gra z pamięci.

## Mistrzostwa świata

### Mężczyźni
Pierwsze oficjalne mistrzostwa świata rozegrano w 1988 roku w Kanadzie, a następne dopiero po osiemnastoletniej przerwie.
| Rok / Miasto         | System      | Medaliści                                                            | Wyniki |
| -------------------- | ----------- | -------------------------------------------------------------------- | ------ |
| 1988 Saint John      | pucharowy   | 1. Michaił Tal 2. Rafael Waganian                                    |        |
| 2006 Riszon Le Syjon | kołowy      | 1. Aleksandr Griszczuk 2. Piotr Swidler 3. Tejmur Radżabow           |        |
| 2007 Moskwa          | dwukołowy   | 1. Wasyl Iwanczuk 2. Viswanathan Anand 3. Aleksandr Griszczuk        |        |
| 2008 Ałmaty          | kołowy      | 1. Leinier Domínguez 2. Wasyl Iwanczuk 3. Piotr Swidler              |        |
| 2009 Moskwa          | dwukołowy   | 1. Magnus Carlsen 2. Viswanathan Anand 3. Siergiej Kariakin          |        |
| 2010 Moskwa          | dwukołowy   | 1. Lewon Aronian 2. Tejmur Radżabow 3. Magnus Carlsen                |        |
| 2012 Astana          | dwukołowy   | 1. Aleksandr Griszczuk 2. Magnus Carlsen 3. Siergiej Kariakin        |        |
| 2013 Chanty-Mansyjsk | szwajcarski | 1. Lê Quang Liêm 2. Aleksandr Griszczuk 3. Rusłan Ponomariow         |        |
| 2014 Dubaj           | szwajcarski | 1. Magnus Carlsen 2. Jan Niepomniaszczi 3. Hikaru Nakamura           |        |
| 2015 Berlin          | szwajcarski | 1. Aleksandr Griszczuk 2. Maxime Vachier-Lagrave 3. Władimir Kramnik |        |
| 2016 Doha            | szwajcarski | 1. Siergiej Kariakin 2. Magnus Carlsen 3. Daniił Dubow               |        |
| 2017 Rijad           | szwajcarski | 1. Magnus Carlsen 2. Siergiej Kariakin 3. Viswanathan Anand          |        |
| 2018 Petersburg      | szwajcarski | 1. Magnus Carlsen 2. Jan-Krzysztof Duda 3. Hikaru Nakamura           |        |
| 2019 Moskwa          | szwajcarski | 1. Magnus Carlsen 2. Hikaru Nakamura 3. Władimir Kramnik             |        |
| 2021 Warszawa        | szwajcarski | 1. Maxime Vachier-Lagrave 2. Jan-Krzysztof Duda 3. Alireza Firuzdża  |        |
| 2022 Ałmaty          | szwajcarski | 1. Magnus Carlsen 2. Hikaru Nakamura 3. Hajk Martirosjan             |        |
| 2023 Samarkanda      | szwajcarski | 1. Magnus Carlsen 2. Daniił Dubow 3. Władisław Artiemjew             |        |
| 2024 Nowy Jork       | szwajcarski | 1. Magnus Carlsen 1. Jan Niepomniaszczi                              |        |

### Kobiety
Pierwsze mistrzostwa świata kobiet rozegrano w 2010 roku w Moskwie (zawody sędziował Andrzej Filipowicz).
| Rok / Miasto         | System    | Medalistki                                                 | Wyniki |
| -------------------- | --------- | ---------------------------------------------------------- | ------ |
| 2010 Moskwa          | dwukołowy | 1. Kateryna Łahno 2. Tatjana Kosincewa 3. Walentina Gunina |        |
| 2014 Chanty-Mansyjsk | dwukołowy | 1. Anna Muzyczuk 2. Nana Dzagnidze 3. Tatjana Kosincewa    |        |

## Mistrzostwa Polski
Mistrzostwa Polski w szachach błyskawicznych rozgrywane są od roku 1966 (mężczyźni) oraz 1972 (kobiety). Najwięcej tytułów mistrzów kraju na swoim koncie posiadają: wśród mężczyzn arcymistrz Włodzimierz Schmidt (16 zwycięstw), natomiast wśród kobiet arcymistrzyni Hanna Ereńska-Barlo (11 zwycięstw).